# Agata Buzek
Agata Bronisława Buzek (Pyskowice, 20 de setembre de 1976) és una actriu i model polonesa. Agata Buzek és filla de Jerzy Buzek, antic president de Polònia i del Parlament Europeu. Va acabar els estudis d'interpretació l'any 1999 a l'Akademia Teatralna de Varsòvia i va compaginar la seva feina d'actriu amb la de model a París. Va debutar en el cinema el 1997 i en el teatre el 1999 a l'Ateneum de Varsòvia. A més del cinema, ha participat en nombroses sèries de televisió, tant poloneses com alemanyes: Tatort, Polizeiruf...

## Filmografia
- 1998: Kochaj i rób co chcesz. Director: Robert Gliński
- 1999: Wrota Europy. Director: Jerzy Wójcik
- 2001: Wiedźmin. Director: Marek Brodzki
- 2002: Suplement. Director: Krzysztof Zanussi
- 2002: Zemsta. Director: Andrzej Wajda
- 2002: Das letzte Versteck. Director: Pierre Koralnik
- 2006: Valerie. Director: Birgit Möller
- 2007: Paparazzo
- 2007: Nightwatching. Director: Peter Greenaway
- 2007: Tatort (Fernsehserie) - FETTkiller
- 2008: Teraz albo nigdy! - Julia
- 2008: Polizeiruf 110 - Eine Maria aus Stettin. Director: Stephan Wagner
- 2009: Mitten im Sturm. Director: Marleen Gorris
- 2009: Rewers
- 2010: Sommer auf dem Land. Director: Radek Wegrzyn
- Hummingbird (2013) (Redemption als EUA)
- Obce Cialo (2014)
- 11 Minutes (2015)
- Agnus Dei (2016)
- Les Innocentes (2016) com a monja Maria
- 2021: After Blue